# Berizal
Berizal is een gemeente in de Braziliaanse deelstaat Minas Gerais. De gemeente telt 4.655 inwoners (schatting 2009).

## Aangrenzende gemeenten
De gemeente grenst aan Águas Vermelhas, Curral de Dentro, São João do Paraíso en Taiobeiras.